# Ausstiegsklausel
Unter einer Ausstiegsklausel versteht man im Sportrecht die vertraglich festgehaltene Möglichkeit des Sportlers, oder eines Angestellten im Verein, das Arbeitsverhältnis durch Nutzung einer bestimmten, meist finanziellen Option vor dem eigentlichen vertraglich festgehaltenen Ablauf zu verlassen. Oft wird die Klausel dabei von einem dritten Interessenten aktiviert und ermöglicht diesem, direkt in Verhandlungen mit dem Sportler einzutreten, ohne vorab mit dem bisherigen Arbeitgeber über eine Ablöse zu verhandeln. Selten wird die Klausel auch im Anschluss an Transferverhandlungen aktiviert, wenn keine Einigkeit über eine beidseitig angemessene Transfersumme erfolgen kann.
Vor allem im Profifußball ist im Rahmen von Spielertransfers – jedoch zunehmend auch bei Trainertransfers – häufig von einer Ausstiegsklausel die Rede. Eine Anwendung finden derartige Klauseln seltener aber auch im Motorsport und in anderen Mannschaftssportarten.

## Funktionsweise

### Nutzen für Verein und Spieler
In erster Linie dienen Ausstiegsklauseln dem Interesse der Sportler und ihrer jeweiligen Berater. Diese handeln vornehmlich bei jungen Talenten meist hochdotierte Ausstiegsklauseln in deren Verträge mit ein, um dem Sportler mit einem vorzeitigen Wechsel zu einem neuen Arbeitgeber so eine oft bessere Karriereoption zu verschaffen.  Entwickelt sich ein Spieler entsprechend gut, kann er über eine Ausstiegsklausel dabei meist innerhalb weniger Monate die für ihn günstigste Karrierestation wählen und seine sportliche Perspektive in der Regel weiter verbessern.
Seitens der Vereine liegt die Sinnhaftigkeit einer solchen Klausel vor allem im finanziellen Aspekt: die Vereine sind an einer langfristigen Bindung des Spielers interessiert, weil sie auf diese Weise dauerhaft die Qualität des Kaders sichern und bei einem vorzeitigen Verkauf eine möglichst hohe Ablösesumme generieren. Durch die Gewährung von Ausstiegsklauseln kann der aktuelle Verein des Sportlers zudem dazu animiert werden, dem Spieler eine längere Vertragsdauer anzubieten, bei der ihm im Bedarfsfall immer noch ein vorzeitiger Abgang ermöglicht werden kann.

### Regelung und vertragliche Formalitäten
Im Rahmen des Transfervertrages wird in der Regel festgelegt, wie die Klausel genau aktiviert werden kann und bis zu welchem Zeitpunkt die Erklärung über die Aktivierung seitens des Sportlers dem Verein zugehen muss. Inhaltlich wird normalerweise zudem festgelegt, dass ein verbindliches Angebot des potenziellen aufnehmenden Vereins zur Zahlung der festgelegten Summe vorliegen muss.
Neben einem festen Betrag kann festgehalten werden, dass zusätzlich weitere Zahlungen nach sportbezogenen Voraussetzungen erfolgen können. Dazu zählen unter anderem eine bestimmte Anzahl von Einsätzen oder Toren, ein bestimmter erreichter Tabellenplatz oder die Qualifikation für einen internationalen Wettbewerb wie beispielsweise die UEFA Champions League.

## Anwendung

### Fußball
Bereits in den 1990er Jahren wurde im Profifußball mit Ausstiegsklauseln gearbeitet, wenn auch deutlich seltener oder zumindest weniger prominent als heute. So wurde 1996 ermöglicht, dass Bodo Illgner den 1. FC Köln bei seinem Wechsel zu Real Madrid für eine festgeschriebene Ablösesumme von 4 Millionen D-Mark verlassen konnte. Auch der bei Eintracht Frankfurt zum deutschen Nationalspieler gereifte Bernd Schneider konnte die Eintracht im Jahr 1999 aufgrund einer Ausstiegsklausel in Höhe von 9 Millionen Mark Richtung Bayer 04 Leverkusen verlassen.
Mit dem Beginn des neuen Jahrtausends häufte sich die Verwendung von Ausstiegsklauseln, auch aufgrund der voranschreitenden Kommerzialisierung des Profifußballs. Die neuartige Methode bei den Transferverhandlungen führte anfangs zeitweise noch zu Verunsicherung der jeweiligen Vertragsparteien. Während bereits beim Wechsel von Bodo Illgner 1996 mit einer gewissen Leichtsinnigkeit des Vorstandes eine recht niedrige Klausel im Vertrag verankert worden war, sollte der Transfer des damals 20-jährigen Ivica Banović per Klausel vom kroatischen Club NK Zagreb zu Werder Bremen dem neuen Sportvorstand Klaus Allofs fast zum Verhängnis werden: ursprünglich für eine Ablösesumme von 3,7 Millionen Mark verpflichtet (die zu Beginn in den Medien noch niedriger vermutet wurde) und als „Schnäppchen“ gefeiert, wurde im Vertrag nachträglich ein Formfehler erkannt, in dem in geschriebener Form von 7,5 Millionen Mark die Rede war. Zagreb forderte den Restbetrag daraufhin nachträglich ein.
Auch bei Michael Ballacks Wechsel von Bayer 04 Leverkusen zum FC Bayern München im Jahr 2002 war von einer Ausstiegsklausel in Ballacks Vertrag in Leverkusen die Rede, die Summe wurde vor dem Abschluss dabei auf eine Ablöse in Höhe von 28 Millionen Euro geschätzt. Das Gesamtpaket aus Handgeld, Ablösesumme, Erfolgsprämien und vier Jahresgehältern bis zum Vertragsende 2006 wurde dabei schließlich auf rund 100 Millionen Euro taxiert, die Ablöse selbst belief sich laut Vereinsangaben seitens des FC Bayern auf einen Betrag von 12 Millionen Euro. Im neuen Vertrag beim FC Bayern wurde laut Ballack selbst auch im Hinblick auf die Fußball-Weltmeisterschaft 2006 anschließend keine Ausstiegsklausel verankert.
Nach dem Wechsel Ballacks wurden Ausstiegsklauseln in weiten Teil des Fußballs als legitimes Mittel bei Spielerverträgen eingeführt und erlebten mit zunehmender finanzieller Bedeutsamkeit des Fußballgeschäftes eine Art Boom. Mit dem Wechsel von Cristiano Ronaldo von Manchester United zu Real Madrid im Sommer 2009 erlebte das Modell Ausstiegsklausel dabei seinen bisherigen Höhepunkt: mit einer festgeschriebenen Ablösesumme von geschätzt einer Milliarde Euro wurde Ronaldo bis 2015 an den spanischen Hauptstadtclub gebunden.
In den folgenden Jahren wurde vor allem bei Spielern aus den spanischen und portugiesischen Ligen auf Ausstiegsklauseln gesetzt, da im spanischen und portugiesischen Arbeitsrecht verankert ist, dass Arbeitnehmer – also auch Profifußballer – jederzeit aus einem Arbeitsverhältnis austreten können. Vereine wie Benfica Lissabon und der FC Porto machten sich diese Besonderheit dabei zunutze und generierten in den Folgejahren mit Talenten wie Angel Di María oder Radamel Falcao in der Regel hohe Ablösesummen.
Um vorzeitige Transfers ihrer Spieler zu vermeiden und die Möglichkeit einer hohen Ablöse beizubehalten, werden inzwischen die meisten Spieler von großen Vereinen in Spanien und Portugal mit Ausstiegsklauseln ausgestattet: so soll die Klausel von Karim Benzema bei Real Madrid ebenfalls eine Milliarde Euro betragen, Isco und Lionel Messi dürfen ihre Vereine laut Medienberichten für jeweils 700 Millionen Euro verlassen. Über die Zahlung der 2013 im Vertrag festgehaltene Ablösesumme von 222 Millionen Euro wurde Neymar bei seinem Wechsel vom FC Barcelona zu Paris Saint-Germain jedoch zum teuersten Spielertransfer der Welt.

### Eishockey
Auch im Eishockey wird mit Ausstiegsklauseln gearbeitet. Oftmals enthalten die Verträge hier Klauseln, nach denen der Spieler oder seltener auch der Trainer den aktuellen Verein bei einem Angebot aus der NHL oder einer anderen Spitzenliga wie der National League in der Schweiz verlassen oder bei mangelndem Erfolg mittels Klausel nach Europa zurückkehren kann.
2018 wurde kurzzeitig vermehrt über eine Ausstiegsklausel im Vertrag des deutschen Nationtrainers Marco Sturm zugunsten eines Wechsels in die NHL spekuliert.

### Motorsport
Ausstiegsklauseln werden auch in den Verträgen einiger Automobilrennfahrer genutzt. So wurde 2012 im Rahmen der Formel 1 berichtet, dass Sebastian Vettel als Pilot von Red Bull Racing bereits einen Vertrag bei der Scuderia Ferrari unterzeichnet habe, dies wurde anschließend jedoch dementiert und in der Folge von einer „leistungsbezogenen Klausel für 2014“ gesprochen.  Trotz des bis 2015 laufenden Vertrages bei Red Bull verließ Vettel Red Bull am Saisonende 2014 über eben diese Ausstiegsklausel, die ihm eine Kündigung ermöglichte, wenn er Ende September nicht auf einer der ersten drei Positionen in der Weltmeisterschaft 2014 lag.
Auch im Bezug auf Rennstrecken als Veranstaltungsorte der jeweiligen Rennserien ist im Motorsport gelegentlich die Rede von Ausstiegsklauseln in den Verträgen. 2017 wurde dabei unter anderem über einen Ausstieg von den Silverstone aus dem Rennkalender der Formel 1 zur Saison 2021 berichtet.

## Kritik
Im Bereich des Profifußballs wird die Funktionsweise der Ausstiegsklausel oft aufgrund der Verhandlungssituation zwischen dem potenziell abgegebenem Verein, dem Spieler und dem interessierten Verein kritisiert. Vor allem die Möglichkeit, dass der Interessent direkt ohne vorherigen Kontakt zum aktuellen Verein mit dem Spieler verhandeln kann, führt dabei oft zu Spannungen zwischen den Clubs. In der Folge des Wechsels von Mario Götze von Borussia Dortmund zum FC Bayern München zur Saison 2013/14 beispielsweise vergab der BVB deshalb bis zum Transfer von Erling Haaland im Januar 2020 keine Ausstiegsklauseln mehr.
Während in den Transferregelungen der FIFA mit dem Abschnitt „Beabsichtigt ein Verein, einen Berufsspieler zu verpflichten, so muss dieser Verein vor der Aufnahme von Verhandlungen mit dem Spieler dessen aktuellen Verein schriftlich von seiner Absicht in Kenntnis setzen“ der offizielle Ablauf von Verhandlungen zwar klar geregelt ist, hat sich die heute gängige Praxis allerdings weitestgehend durchgesetzt.
Auch die vermeintliche Machtposition der Vereine, bei denen der Spieler derzeit unter Vertrag steht, wird gelegentlich in Frage gestellt.